# لا لیگا ۲
کامپئوناتو ناسیونال د لیگا د سگوندا دیویسیون که با نام تجاری لالیگا ۲ شناخته می‌شود و به دلایل حمایت مالی و اسپانسری فعلاً به لالیگا اسمارت‌بانک تغییر نام داده است، دومین سطح حرفه‌ای فوتبال مردان در سیستم لیگ فوتبال اسپانیا است. این مسابقات که توسط لیگ ملی حرفه‌ای فوتبال اداره می‌شود با ۲۲ تیم به انجام رقابت‌ها می‌پردازد که دو تیم برتر به علاوه برنده پلی‌آف به لالیگا صعود کرده و جایگزین سه تیم انتهای جدول لالیگا می‌شوند. ******فصل ۲۰۲۴ ۲۰۲۳La Liga Hypermotion[2][3] به دلایل حمایت مالی، نود و سومین فصل دسته دوم از زمان تأسیس آن در اسپانیا است. در ۱۱ اوت ۲۰۲۳ آغاز شد و قرار است در ژوئن ۲۰۲۴ به پایان برسد.

## تاریخچه
این مسابقات در سال ۱۹۲۹، توسط فدراسیون سلطنتی فوتبال اسپانیا ایجاد شد. این لیگ به جز برای دوره ای از سال ۱۹۴۹ تا ۱۹۶۸، که در آن به دو گروه شمالی و جنوبی تقسیم شده بود، به صورت ملی و تک جدولی بوده است. این لیگ از سال ۱۹۸۴، توسط لیگ ملی حرفه‌ای فوتبال سازماندهی شده است.
در سال ۲۰۰۶، لیگ ملی فوتبال حرفه‌ای با یک قرارداد اسپانسری ده ساله با گروه بانکی بانکو بیلبائو ویسکایا آرخنتاریا موافقت کرد. به این ترتیب سگوندا دیویسیون به لیگا بانکو بیلبائو ویسکایا آرخنتاریا (BBVA) تغییر نام داد. دو سال بعد، با گسترش دامنه حمایت مالی بانکو بیلبائو ویسکایا آرخنتاریا و رسیدن آن به پریمرا دیویسیون (که نام تجاری لیگا بانکو بیلبائو ویسکایا آرخنتاریا را برای خود کرد)، پس از آن سگوندا دیویسیون به لیگا آدلانته تغییر نام داد. یک گروه بانکی دیگر یعنی بانکو سانتاندر، در سال ۲۰۱۶ حمایت مالی هر دو سطح را بر عهده گرفت که بر اساس آن سگوندا دیویسیون به لالیگا ۱| ۲ |۳ تغییر نام یافت؛ البته قبل از اینکه برای فصل ۲۰۱۹–۲۰۲۰ به 'لالیگا اسمارت‌بانک' تغییر نام دهد.
از فصل ۲۰۱۰–۲۰۱۱، بازی پلی‌آف برای سومین و آخرین جایگاه سهمیه صعود، بین تیم‌هایی که در رتبه‌های سوم تا ششم فصل را به پایان رسانده‌اند، برگزار می‌شود (تیم‌های ذخیره واجد شرایط صعود نیستند).

## فرمت لیگ
این لیگ شامل ۲۲ تیم است که در طول یک فصل در ۴۲ بازی در خانه و خارج از خانه با یکدیگر رقابت می‌کنند. هر سال سه تیم به لالیگا صعود می‌کنند. دو تیم برتر به صورت خودکار سهمیه صعود را کسب می‌کنند. سومین تیمی که صعود می‌کند، برنده پلی‌آف بین تیم‌هایی است که رتبه‌های سوم تا ششم را کسب کرده‌اند (تیم‌های ذخیره واجد شرایط صعود نیستند). بازی‌های پلی‌آف که به صورت دو به دو برگزار می‌گردد، شامل بازی‌های رفت و برگشت مرحله نیمه‌نهایی و پس از آن بازی‌های رفت و برگشت مرحله فینال است. چهار تیم انتهایی لیگ نیز به پریمرا فدراسیون سقوط می‌کنند.

## جدول رده‌بندی تمام دوره‌ها
en:Football records and statistics in Spain

## پوشش رسانه‌ای
| پخش کننده     | توضیح                           | منبع  |
| ------------- | ------------------------------- | ----- |
| موویستار پلاس | ۱۱ (همه) بازی در هفته، زنده     | [ ۶ ] |
| گل پلی        | ۲ مسابقه در هفته، زنده و رایگان | [ ۷ ] |